# 孤独な太陽 (CHARCOAL FILTERの曲)
「孤独な太陽」（こどくなたいよう）は、2001年9月26日にリリースされたCHARCOAL FILTERの7枚目のシングル。

## 概要
- 本作はプロデューサーとアレンジで土方隆行が参加した。また、アルバム『PANIC POP』にもプロデューサーとアレンジで参加している。
- 表題曲「孤独な太陽」は、TBS系「CDTV」エンディングテーマ。

## 収録曲
1. 孤独な太陽
2. Communication
3. ララ

### クレジット
- 作詞：大塚雄三（全曲）
- 作曲：CHARCOAL FILTER（全曲）
- 編曲：CHARCOAL FILTER & 土方隆行（全曲）

## 収録アルバム
- PANIC POP (#1, #2) - #1は「Album Mix」として収録
- C☆BEST+ Flying Hi-High (#1, #2)

※「ララ」は、アルバム未収録。